# 馬尼拉頭冑海鯰
馬尼拉頭冑海鯰為輻鰭魚綱鯰形目海鯰科的其中一種，分布於亞洲菲律賓馬尼拉淡水、半鹹水水域，體長可達26公分，棲息在溪流、河口區的底層水域，屬肉食性。

## 擴展閱讀
維基物種上的相關：馬尼拉頭冑海鯰